# Калгауч
Калгауч — потухший вулкан на полуострове Камчатка, Россия.
Данный вулкан относится к Калгаучскому вулканическому району Срединного вулканического пояса. Он находится в истоках правых притоков реки Калгауч.
Форма вулкана представляет собой пологий конус. В географическом плане вулканическая постройка близка к эллипсу с осями 6 × 4 км, площадью в 14 км². Объём изверженного материала ~4 км³. Абсолютная высота — 1205 м, относительная : 650 м.
Состав продуктов извержений представлен базальтами.
Деятельность вулкана относится к верхнечетвертичному периоду.